# Нива 1
Нива 1 (Нива первая) — деревня в Вышневолоцком районе Тверской области. Относится к Зеленогорскому сельскому поселению.

## География
Расположена в километре от деревни Прямик. Рядом с деревней проходит автодорога «Вышний Волочёк—Есеновичи—Кувшиново» (Ржевский тракт). На автомобиле до центра Вышнего Волочка 19 километров, до Зеленогорского 8 километров.

## История
По описанию 1859 года — деревня владельческая при колодцах, насчитывала 8 дворов, в которых проживало 76 жителей (31 мужского пола и 45 женского). Примерно в пяти километрах северо-восточнее находилась деревня Нива вторая, ныне не существующая.

## Население
| 2008 | 2010 |
| ---- | ---- |
| 3    | ↗5   |